# Ephesia nubila
Ephesia nubila là một loài bướm đêm trong họ Erebidae.